# Cantonul La Motte-Chalancon
Cantonul La Motte-Chalancon este un canton din arondismentul Die, departamentul Drôme, regiunea Rhône-Alpes, Franța.

## Comune
- Arnayon
- Bellegarde-en-Diois
- Brette
- Chalancon
- Establet
- Gumiane
- La Motte-Chalancon (reședință)
- Pradelle
- Rochefourchat
- Rottier
- Saint-Dizier-en-Diois
- Saint-Nazaire-le-Désert
- Volvent